# Milieu BMPA alpha
Le milieu BMPAα (Buffered céfaMandole Polymyxine Anisomycine α-cétoglutarate) est un milieu de culture sélectif employé en microbiologie pour l'isolement des Légionelles et plus particulièrement de l'agent pathogène L. pneumophila. Il a été mis au point en 1981 par P.H. Edelstein à partir du milieu BCYE. D'après son inventeur il est particulièrement adapté à l'isolement des Légionelles à partir des prélèvements environnementaux contaminés et des prélèvements cliniques.

## Principe
La base nutritive est celle du milieu BCYEα dont les trois facteurs de croissance sont la L-cystéine, le pyrophosphate de fer(III) et l'α-cétoglutarate. Le système tampon est identique.
La sélectivité est assurée par un cocktail de trois anti-infectieux. L'anisomycine est un inhibiteur des synthèses protéiques eucaryotes employé ici comme antifongique. Le céfamandole et la polymyxine B procurent une couverture antibiotique à large spectre.

## Composition
Pour 1000 mL de milieu :
- extrait de levure : 10 g
- ACES : 10 g
- hydroxyde de potassium : qsp pH = 6,9 ± 0,1 à 35°C (soit environ 40 mL d'une solution aqueuse de KOH à 1 mol/L)
- charbon activé : 2 g
- α-cétoglutarate de potassium : 1 g
- L-cystéine chlorhydrate : 400 mg
- pyrophosphate de fer(III) : 250 mg
- céfamandole : 4 mg
- polymyxine B : 80 000 UI
- anisomycine : 80 mg
- agar : 13 g[3].

Le pH final est à 6,9 ± 0,1.

## Préparation
La base CYE (milieu CYE sans additifs) est dissoute à chaud dans le volume correspondant d'eau distillée et le mélange est stérilisé à l'autoclave (15 minutes à 121°C). Après refroidissement partiel jusqu'à 50°C les additifs thermosensibles (tampon, facteurs de croissance, anti-infectieux) sont introduits aseptiquement, par exemple par filtration stérilisante. Le mélange homogénéisé est réparti dans les contenants stériles.
Plusieurs fournisseurs proposent le mélange d'anti-infectieux sous la forme d'un « supplément BMPAα » prêt à l'emploi qu'il suffit de mélanger à une quantité déterminée de milieu BCYEα après autoclavage.